# 蓮根 (板橋区)
蓮根（はすね）は、東京都板橋区の町名。現行行政地名は蓮根一丁目から蓮根三丁目。住居表示実施済み。

## 地理
板橋区の北部に位置する。北端で新河岸川に接する。西で高島平、北で新河岸川を隔てて舟渡、東で坂下、南で相生町、南西で西台と隣接する。東辺および北部に都営地下鉄三田線、北部に高島通りが通じている。南北に長い町域を持ち、南側から一丁目・二丁目・三丁目に分かれ、一丁目・二丁目は主に住宅地、三丁目は小学校、商業施設のほか、新河岸川沿いに工場地帯が作られている。かつて三丁目地域で操業していた大規模工場の撤退後に建築されたマンションも見られる。二丁目の北部一帯はUR新蓮根団地（旧・日本住宅公団蓮根団地）である。

### 地形
荒川低地の沖積層からなり、全域がほぼ平坦である。

### 河川
- 新河岸川
- 前谷津川（暗渠） - 地下鉄蓮根駅の案内図には「蓮根川緑道」が2ヶ所で見られるが、南側の相生町から坂下方面に至る川が蓮根川であり、現在の蓮根町域を流れていた北側の川は前谷津川と呼ばれていた。

### 地価
住宅地の地価は、2025年（令和7年）1月1日の公示地価によれば、蓮根2-25-7の地点で43万9000円/m2、
蓮根3-4-14の地点で45万8000円/m2となっている。

## 歴史
域内に原始時代の遺跡は発見されていない。
縄文海進期には、全域が水没していたため、志村、蓮沼、西台などの住民の漁撈の漁域となっていたと思われる。
その後、荒川沿いの沼沢地となり、中世から開拓が徐々に進み、降雨による荒川の水害を受ける地域でもあった。中世末期、氏神、稲荷などと水神を合祀した鎮守として、氷川神社を荒川近くに勧請した。
廃藩置県実施前は武蔵国豊島郡蓮沼村（後に分村により上蓮沼村）および根葉村。近隣の農地、原野を含め、将軍の御鷹場とされた。近世では、寛永寺寺領となってからは助郷役や鷹狩り運営は免除されていた。
志村の原（下の原、戸田の原）や、根原と呼ばれる葦や萱の生い茂る低湿地の原野も多く残されており、中山道の荒川近辺にあった志村の原は、蓮沼村と根葉村の入会地であり、根原は根葉村域内の西側、徳丸が原と隣接した地域である。これらの原野は草刈場として利用されており、収穫される秣は住民の現金収入の源であり、幕府直轄地となって収入から野銭、草銭を幕府に上納していた。幕末、西方に隣接した徳丸が原が、幕府などの銃砲用兵演習場として重用されたため、原野が踏み固められ秣場として利用できなくなった事により当地の需要が増した。
生産物はおもに米、野菜であり、物流は荒川渡船場までの地上路から、水路で江戸市中へと運ばれた。中山道の戸田の渡しの南岸渡船場も域内にあった。渡船場と周辺地域は幕府が経営し、荒川北岸の下戸田村が渡船業務を運営していた。このため、渡船場を使っての江戸運上のつど、下戸田村に利用料を支払っていた。また域内には荒川降雨氾濫に対する小規模の水除堤が設けられていたとされるが、近代まで本格的な川堤は築かれなかった。

### 沿革
- 1709年（宝永6年）：徳川幕府直轄領から寛永寺領となる。
- 1717年（享保2年）：徳川吉宗将軍による鷹狩再開の命により、当地を含む志村の原・徳丸ヶ原地域が「戸田筋」に指定される。
- 1718年（享保3年）：徳川吉宗が戸田筋で鷹狩を行い、当地で雉追い鳥狩が行われた。
- 1862年（文久2年）：蓮沼村が上蓮沼村と本蓮沼村に分村され、上蓮沼村が新設される（根葉村は以前から存在）。
- 1871年（明治4年）11月：浦和県（現埼玉県）から東京府に編入。大区小区制実施。
- 1878年（明治11年）：郡区町村編制法により北豊島郡が設置され、東京府北豊島郡上蓮沼村および根葉村となる。
- 1889年（明治22年）4月1日：市制町村制施行により志村と合併、東京府北豊島郡志村大字上蓮沼および大字根葉となる。
- 1900年（明治33年）：志村内での大字合併により、東京府北豊島郡志村大字蓮根となる。
- 1921年（大正10年）：荒川流域改修工事の一環として、従来、現在の埼玉県和光市新倉で荒川に合流していた新河岸川を、現在の東京都北区志茂の岩淵水門での合流につけかえるため、蓮根地域を通過する流路開削工事が始まる。
- 1924年（大正13年）：開削工事に伴い、流路付近の蓮根氷川神社を現在地（蓮根二丁目）に遷座。
- 1925年（大正14年）：1923年9月1日に発生した関東大震災後の帝都復興計画に伴い、東京都市計画区域内における市街地建築物法による住居・商業・工業地域の指定変更が行われる。北豊島郡志村全域が工業地域内甲種特別地区に指定され、化学薬品工場・危険物取扱工場の設立が可能になる。[9][10]
- 1932年（昭和7年）10月1日：東京府内市郡併合による板橋区発足に伴い、東京府東京市板橋区志村蓮根町となる（1943年8月1日 東京都制施行）。
- 1933年（昭和8年）：新河岸川開削工事が完成する。
- 1938年（昭和13年）：藤倉化学工業株式会社（現・藤倉化成）が志村蓮根町に創立する。
- 1943年（昭和18年）：山之内製薬（現・アステラス製薬）蓮根工場が志村蓮根町に開設される。
- 1944年（昭和19年）：新河岸川以北の地域が志村蓮根町から分離し、（旧）舟渡一丁目（現在の舟渡一丁目および二丁目）となる。
- 1945年（昭和20年）4月13日：米軍爆撃機B29による空襲を受ける。
- 1947年（昭和22年）：志村蓮根町の大部分の地域が一丁目・二丁目・三丁目に分かれ、東京都板橋区（旧）蓮根一丁目～三丁目および志村蓮根町となる。
- 1955年（昭和30年）：国際興業バスが蓮根町折返場を設置（現在の地下鉄検車場停留所付近。蓮根三丁目28番地）。蓮根町 - 池袋駅東口および蓮根町 - 赤羽駅東口の路線バスの運行を開始[11]。
- 1956年（昭和31年）4月1日：蓮根小学校開校。
- 1957年（昭和32年）：日本住宅公団蓮根団地竣工、入居開始。
- 1966年（昭和41年）5月1日：住居表示実施により（旧）蓮根一丁目～三丁目および志村西台町の一部を再編、（新）蓮根一丁目～三丁目および志村蓮根町となる。地下鉄6号線建設予定地以東の地域は坂下一丁目～三丁目に編入される。
- 1968年（昭和43年）12月27日：都営地下鉄6号線開通、蓮根駅および西台駅開業。
- 1969年（昭和44年）3月1日：志村蓮根町として残されていた地域を蓮根三丁目28番地として編入、現在の東京都板橋区蓮根一丁目～三丁目となる。
- 1973年（昭和48年）：藤倉化成工場が栃木県佐野市へ移転。跡地の研究開発部門も、1996年に埼玉県へ移転。
- 1977年（昭和52年）8月19日：首都高速5号池袋線北池袋出入口 - 高島平出入口が開通。
- 1978年（昭和53年）4月1日：蓮根第二小学校開校。
- 1978年（昭和53年）ダイエー西台店開業。
- 1985年（昭和60年）ダイエー西台店増築、2館体制となる。
- 1991年（平成3年）：山之内製薬蓮根工場が茨城県高萩市へ移転。1997年に蓮根事業所開設。
- 1991年（平成3年）～1993年（平成5年）：蓮根団地老朽化により解体、新蓮根団地が建設される。

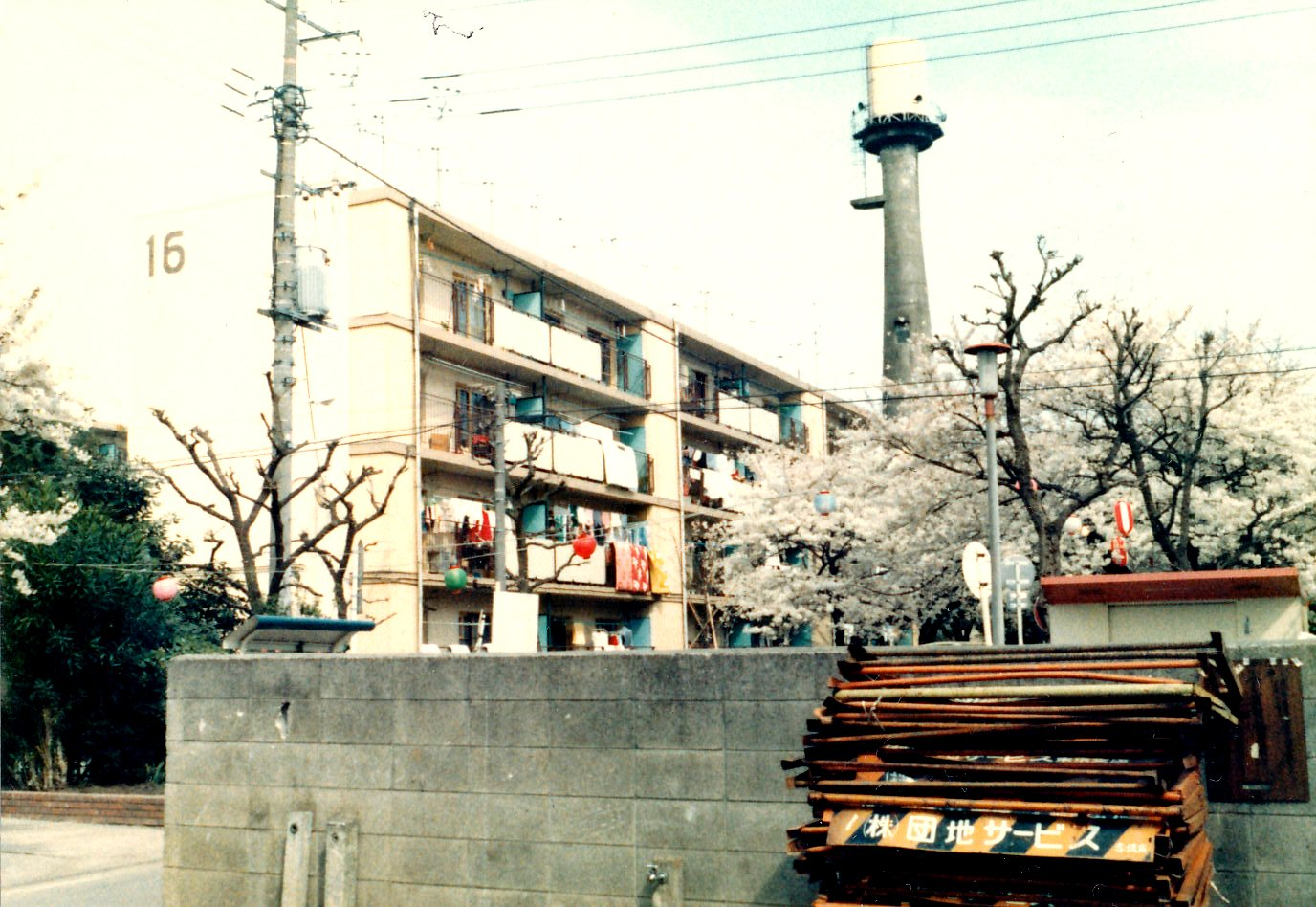
蓮根団地（1982年撮影）

### 地名の由来
1900年の志村内大字合併時に、上蓮沼村の「蓮」と根葉村の「根」を採って「蓮根」とした。

## 世帯数と人口
2025年（令和7年）3月1日現在（板橋区発表）の世帯数と人口は以下の通りである。
| 丁目       | 世帯数    | 人口     |
| ---------- | --------- | -------- |
| 蓮根一丁目 | 1,703世帯 | 2,968人  |
| 蓮根二丁目 | 4,125世帯 | 7,643人  |
| 蓮根三丁目 | 3,993世帯 | 7,781人  |
| 計         | 9,821世帯 | 18,392人 |

### 人口の変遷
国勢調査による人口の推移。
| 年                 | 人口   |
| ------------------ | ------ |
| 1995年（平成7年）  | 16,452 |
| 2000年（平成12年） | 16,449 |
| 2005年（平成17年） | 17,023 |
| 2010年（平成22年） | 16,965 |
| 2015年（平成27年） | 17,419 |
| 2020年（令和2年）  | 18,907 |

### 世帯数の変遷
国勢調査による世帯数の推移。
| 年                 | 世帯数 |
| ------------------ | ------ |
| 1995年（平成7年）  | 6,648  |
| 2000年（平成12年） | 7,126  |
| 2005年（平成17年） | 7,681  |
| 2010年（平成22年） | 7,915  |
| 2015年（平成27年） | 8,442  |
| 2020年（令和2年）  | 9,284  |

## 学区
区立小・中学校に通う場合、学区は以下の通りとなる（2021年8月時点）。
| 丁目       | 番地         | 小学校                 | 中学校                 |
| ---------- | ------------ | ---------------------- | ---------------------- |
| 蓮根一丁目 | 全域         | 板橋区立志村坂下小学校 | 板橋区立志村第三中学校 |
| 蓮根二丁目 | 1～27番 31番 | 板橋区立志村第六小学校 | 板橋区立志村第三中学校 |
| 蓮根二丁目 | 28～30番     | 板橋区立蓮根小学校     | 板橋区立志村第三中学校 |
| 蓮根三丁目 | 1～13番      | 板橋区立蓮根小学校     | 板橋区立志村第三中学校 |
| 蓮根三丁目 | 14～28番     | 板橋区立蓮根第二小学校 | 板橋区立志村第三中学校 |

## 事業所
2021年（令和3年）現在の経済センサス調査による事業所数と従業員数は以下の通りである。
| 丁目       | 事業所数  | 従業員数 |
| ---------- | --------- | -------- |
| 蓮根一丁目 | 71事業所  | 328人    |
| 蓮根二丁目 | 248事業所 | 1,504人  |
| 蓮根三丁目 | 203事業所 | 2,570人  |
| 計         | 522事業所 | 4,402人  |

### 事業者数の変遷
経済センサスによる事業所数の推移。
| 年                 | 事業者数 |
| ------------------ | -------- |
| 2016年（平成28年） | 527      |
| 2021年（令和3年）  | 522      |

### 従業員数の変遷
経済センサスによる従業員数の推移。
| 年                 | 従業員数 |
| ------------------ | -------- |
| 2016年（平成28年） | 4,017    |
| 2021年（令和3年）  | 4,402    |

## 交通

### 鉄道
- 東京都交通局
  - 都営地下鉄三田線：蓮根駅・西台駅（高島平九丁目。都道をはさみ蓮根三丁目と隣接）。全列車が停車する。
    - 南行：巣鴨・日比谷・目黒方面 東急目黒線経由で、東急東横線日吉駅まで直通運転。
    - 北行：高島平・西高島平方面

### バス
- 国際興業バス ※出入庫に伴う区間運行系統は省略。
  - 蓮根一丁目・志村健康福祉センター入口・西台交差点：赤02　志村坂下経由赤羽駅西口行き・成増駅北口行き、池20　池袋駅西口行き・高島平操車場行き
  - 環八高速下（旧称・志村高校裏）：赤56　志村坂上経由赤羽駅西口行き・高島平操車場行き、東練02　志村三丁目駅行き・東武練馬駅行き、浮舟02　浮間舟渡駅行き　※ときわ台駅行きは停車しない。
  - 西台交差点南（旧称・志村高校前）：赤56　志村坂上経由赤羽駅西口行き・高島平操車場行き、東練02　志村三丁目駅行き・東武練馬駅行き、浮舟02　ときわ台駅行き・浮間舟渡駅行き
  - 西台中学校・蓮根二丁目・西台駅・地下鉄検車場：池20　池袋駅西口行き・高島平操車場行き、赤56　志村坂上経由赤羽駅西口行き・高島平操車場行き、浮舟02　ときわ台駅行き・浮間舟渡駅行き
  - 蓮根三丁目・蓮根橋：浮舟02　ときわ台駅行き・浮間舟渡駅行き
- 蓮根駅、および高島通りには路線バスの乗り入れは行われていない。赤羽駅火曜日～土曜日（平日ダイヤの月曜日～金曜日深夜）1時10分発国際興業深夜バス赤73系統西高島平駅行き（1時27分着）および池袋駅火曜日～土曜日（平日ダイヤの月曜日～金曜日深夜）1時20分発国際興業深夜急行バス「ミッドナイトアロー号」中浦和駅行き（1時45分着）の2便のみが蓮根駅停留所に停車する。いずれも降車扱いのみ。

### 道路
- 東京都道446号長後赤塚線（高島通り、松月院通り） 蓮根駅前交差点 - 西台駅前交差点 - 西台交差点
- 東京都道447号赤羽西台線 西台駅前交差点 - 西台交差点（446号と重複。標識には446と表示） - 環八高速下交差点
- 首都高速5号池袋線 - 町域内に出入口は存在しない。

### 橋梁
- 舟渡大橋
- 蓮根橋

## 施設
一丁目
- ハスネバッティングセンター（2022年5月31日閉鎖）
- 蓮華寺
- 西京信用金庫蓮根支店
- 蓮根みなみ公園
- 蓮根ねっぱ公園

二丁目
- 志村警察署蓮根交番
- 志村健康福祉センター
- 氷川神社
- 稚竹幼稚園
- サングリーンゴルフセンター（2020年11月30日閉鎖）
- 植村冒険館（2021年12月に板橋区加賀に移転）
- 中ノ郷信用組合板橋支店
- 板橋蓮根郵便局 - 以前は蓮根団地北隣、高島通りに面した位置にあったが、2007年に新蓮根団地東側、蓮根駅近くに移転。
- 蓮根バプテスト教会(日本バプテスト連盟)
- 蓮根レインボーホール
- 蓮根公園
- 蓮根二丁目公園
- 蓮根馬頭観音 - 蓮根二丁目28番地、新蓮根団地隣の高島通り沿いにある。

三丁目
- 板橋区立蓮根小学校
- 板橋区立蓮根第二小学校
- 板橋区立蓮根図書館
- アステラス製薬蓮根事業所（2014年3月31日閉鎖）
- ワコール東京配送センター
- ダイエー西台店
- セントラルフィットネスクラブ西台
- にたば児童遊園
- にたば橋児童遊園
- ゴルフプラザジョイジョイ蓮根（2014年3月31日閉鎖）
- 蓮根川緑道（へび公園）
- 真畔公園
- 蓮根三丁目公園
- 蓮根三丁目児童遊園
- 蓮根三丁目第二児童遊園
- 蓮根三丁目第三児童遊園

## その他

### 日本郵便
- 郵便番号 : 174-0046[3]（集配局 : 板橋北郵便局[21]）。